# Macrogomphus parallelogramma
Macrogomphus parallelogramma là loài chuồn chuồn trong họ Gomphidae. Loài này được Burmeister mô tả khoa học đầu tiên năm 1839.